# Kujo Karuna
 (décembre 2017).
Si vous disposez d'ouvrages ou d'articles de référence ou si vous connaissez des sites web de qualité traitant du thème abordé ici, merci de compléter l'article en donnant les références utiles à sa vérifiabilité et en les liant à la section « Notes et références ».
Karuna Kujo est une mangaka. Elle est spécialisée dans le Shōnen. Elle est notamment connue pour sa série Aphorism, publiée dans le Gangan Online aux éditions Square Enix.